# Casa del Gobernador (Nueva York)
La Casa del Gobernador (en inglés: Governor's House) es una casa histórica ubicada en la ciudad de Nueva York, (Nueva York). La Casa del Gobernador se encuentra inscrita  en el Registro Nacional de Lugares Históricos desde el 26 de abril de 1973.  

## Ubicación
La Casa del Gobernador se encuentra dentro del condado de Nueva York en las coordenadas 40°41′27″N 74°00′48″O / 40.690833, -74.013333.